# Zofia Tarnowska
Zofia Ostrogska z Tarnowskich, księżna herbu Leliwa (ur. 1534, zm. 1570 w Wiewiórce koło Dębicy), córka hetmana Jana Tarnowskiego i jego trzeciej żony Zofii Szydłowieckiej.
Zofia Tarnowska poślubiła 18 stycznia 1553 roku kniazia Konstantego Wasyla Ostrogskiego, marszałka ziemi wołyńskiej i wojewody kijowskiego; mieli cztech synów i dwie córki: Janusza, Konstantego (zmarł bezpotomnie w 1595), Pawła (zmarł w dzieciństwie), Aleksandra, Elżbietę (późniejsza żona Krzysztofa Radziwiłła) i Katarzynę. Po bezpotomnej śmierci swojego brata Jana Krzysztofa Tarnowskiego w 1567 Zofia stała się dziedziczką całej fortuny ojca włącznie z miastem Tarnowem.
21 czerwca 1567 Mikołaj Sieniawski, powtórny przyszły hetman polny koronny, otrzymał zezwolenie królewskie na wykupienie starostwa stryjskiego z wyłączeniem miasta Doliny z rąk żony wojewody kijowskiego ks. Konstantego Wasyla Ostrogskiego Zofii Tarnowskiej.
Zofia zmarła w Wiewiórce w wieku 36 lat, 1 lipca 1570, przy porodzie syna Aleksandra, uprzednio zapisawszy dziedziczne dobra mężowi. Pochowana została w ówczesnej kolegiacie pw. Narodzenia NMP w Tarnowie. Pomnik nagrobny umieszczono w prezbiterium.